# Calypogeia suecica
Calypogeia suecica là một loài rêu tản trong họ Calypogeiaceae. Loài này được (Arnell & J. Perss.) K. Müller miêu tả khoa học lần đầu tiên năm 1904.

## Hình ảnh

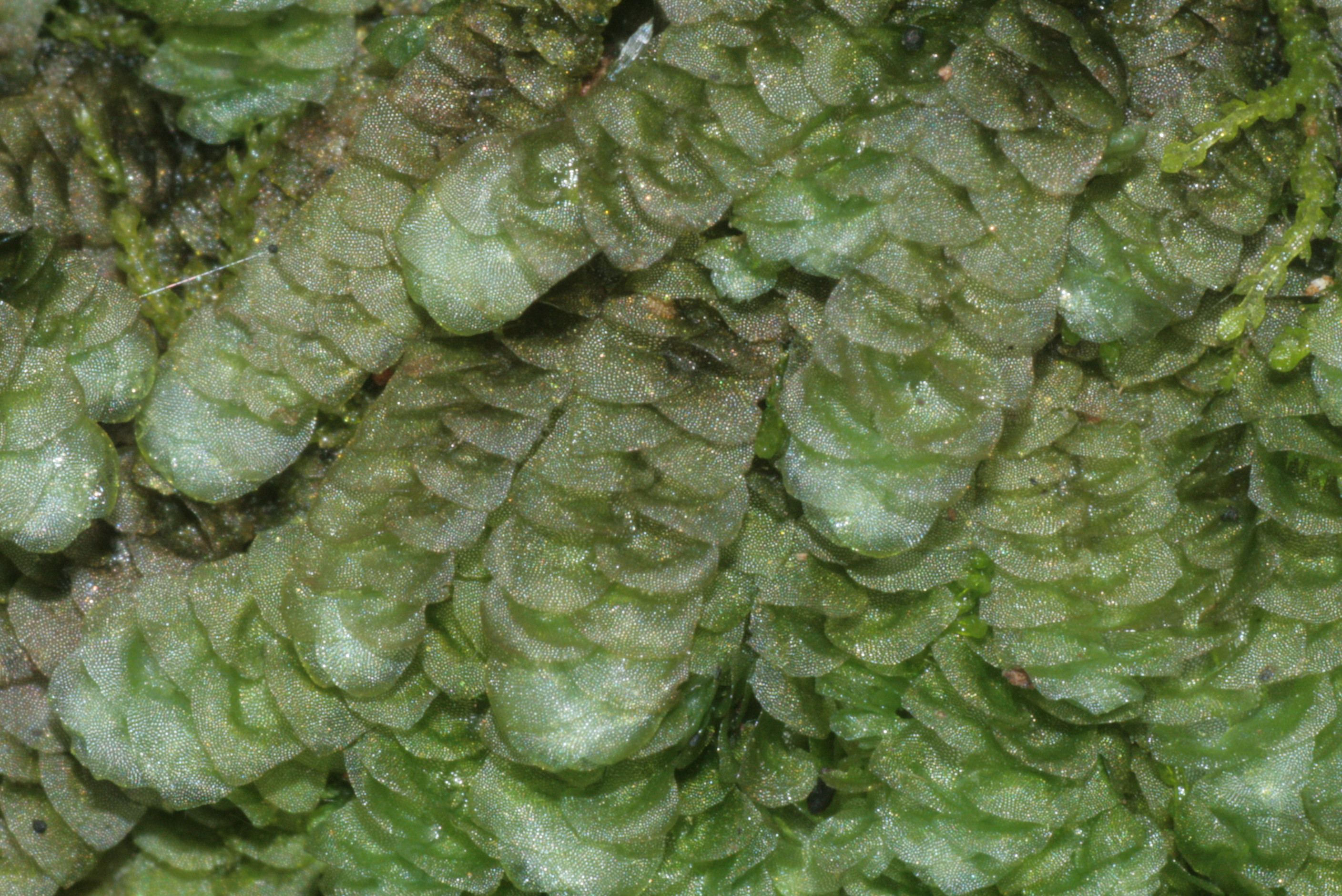
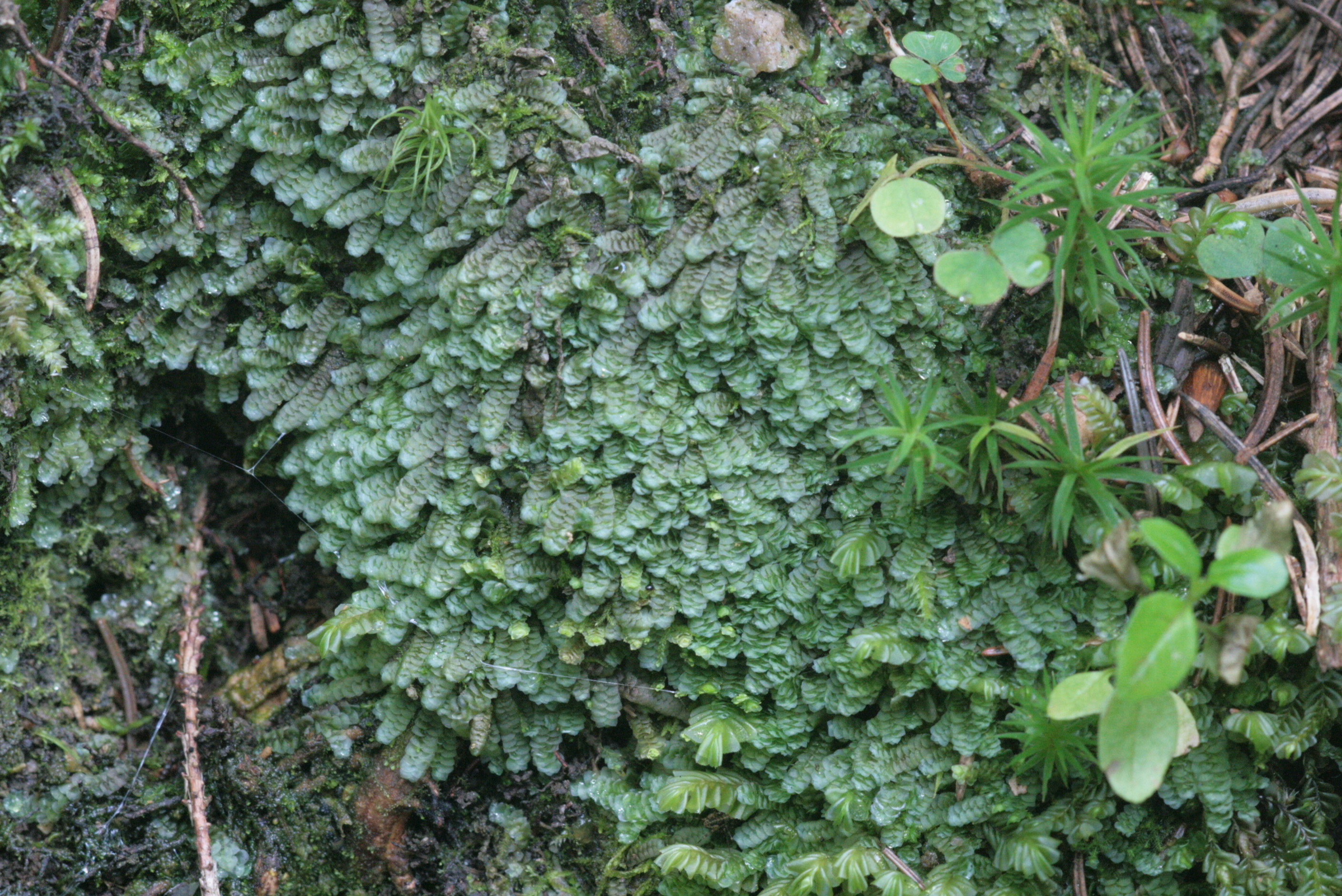
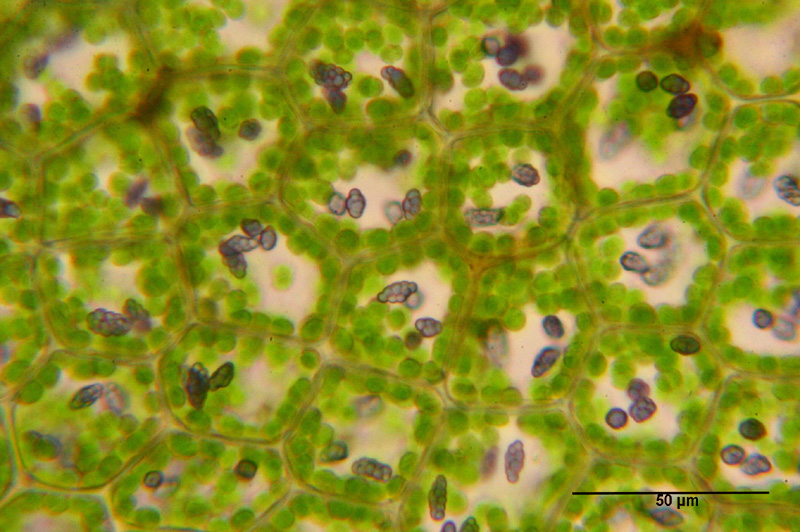
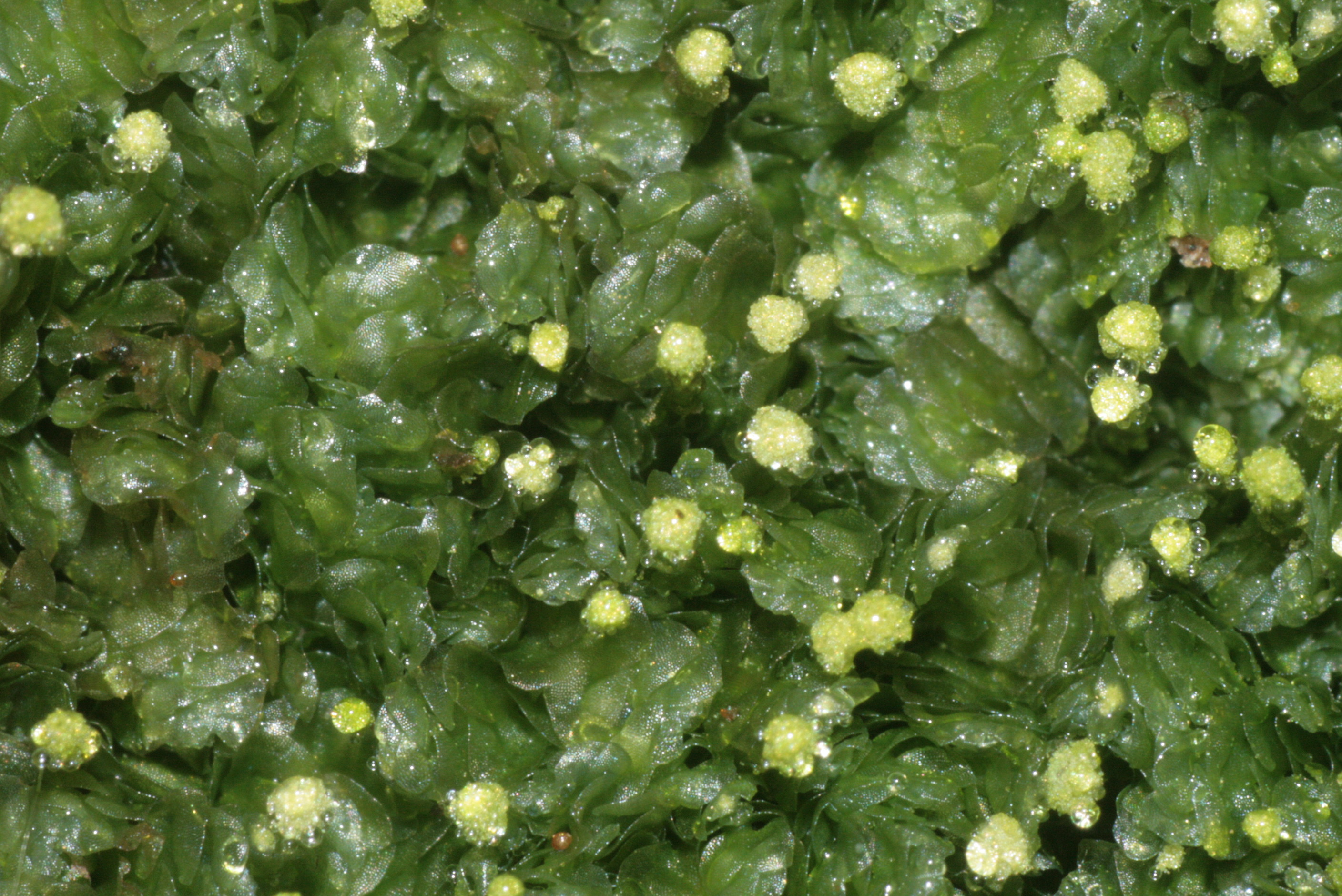